# Катвейк-ан-Зе
Катвейк-ан-Зе (нід. Katwijk aan Zee) — місто в нідерландській провінції Південна Голландія. Входить до муніципалітету Катвейк.
Його площа становить 2,60 км², а населення станом на 2021 рік складало 17 755 осіб.

## Галерея

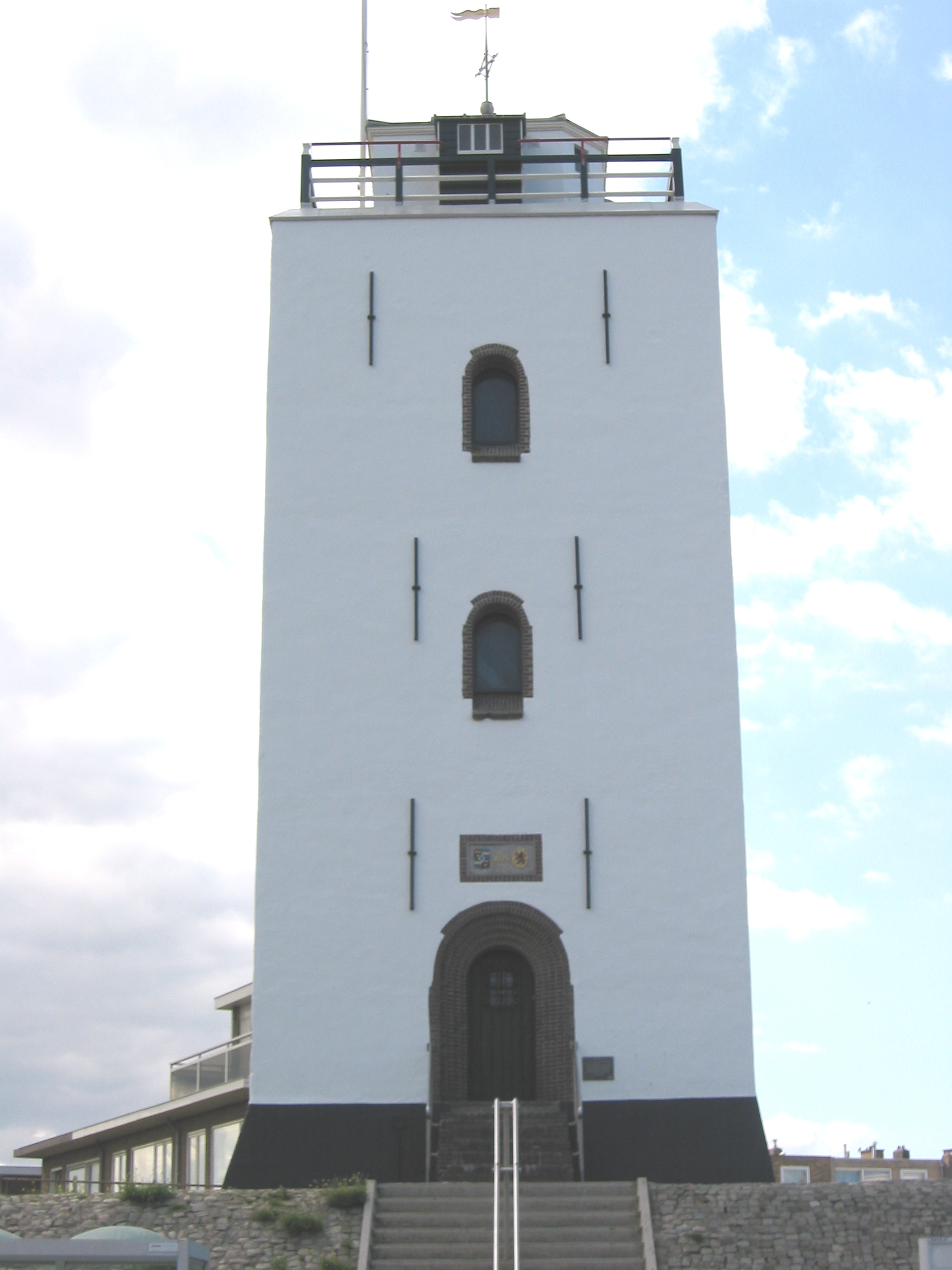
Маяк у місті
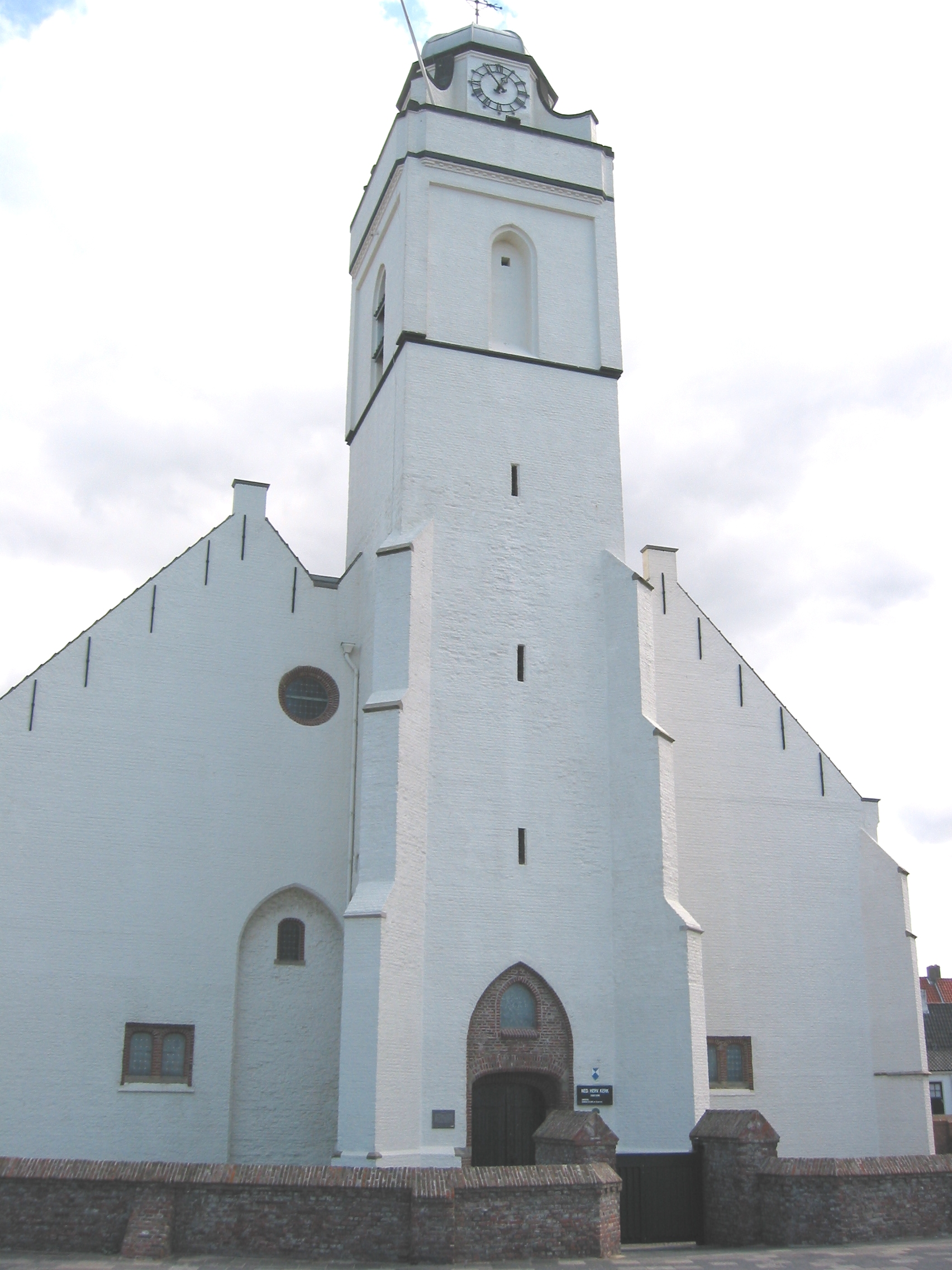
«Біла церква»
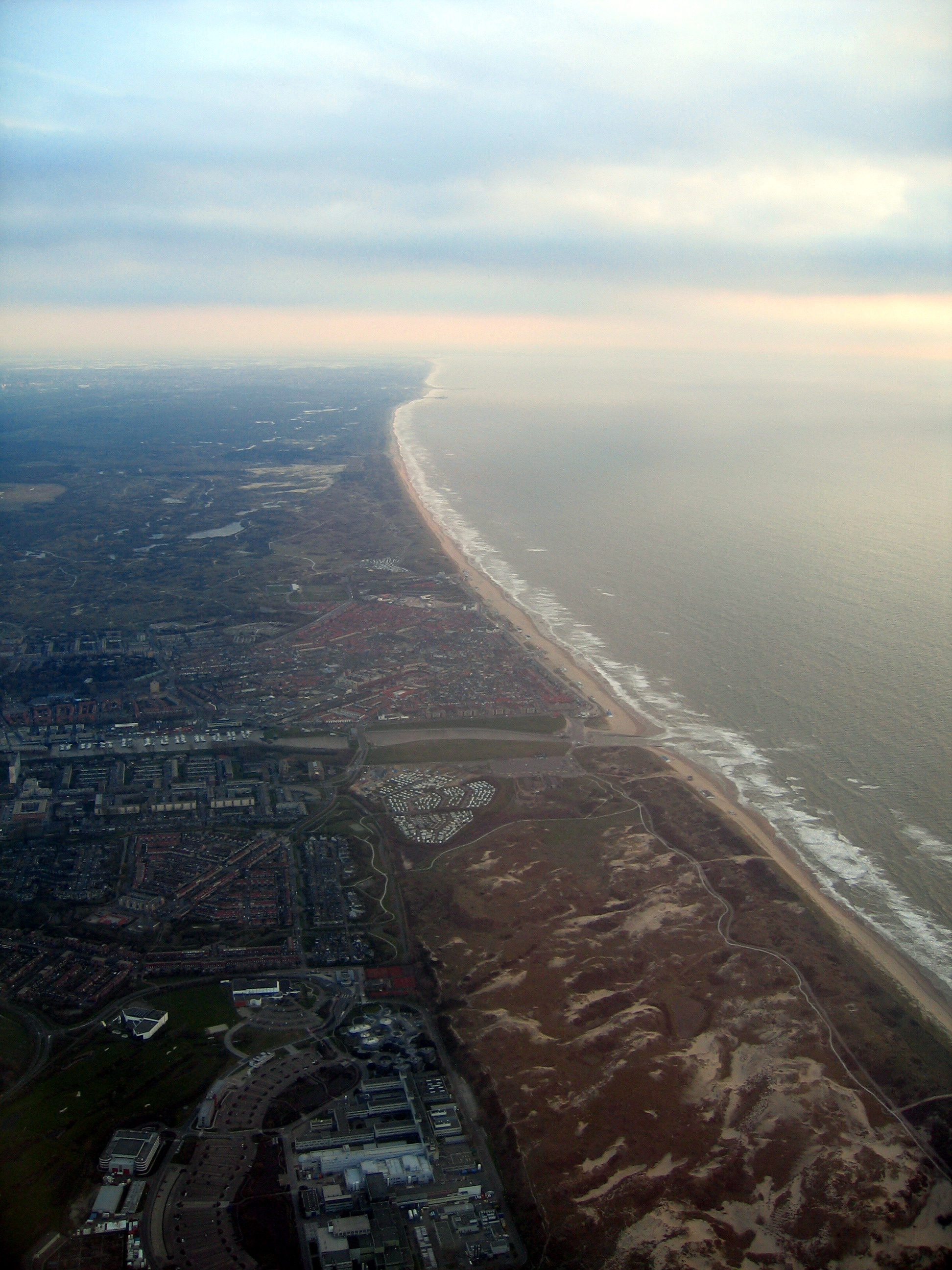
Панорама міста
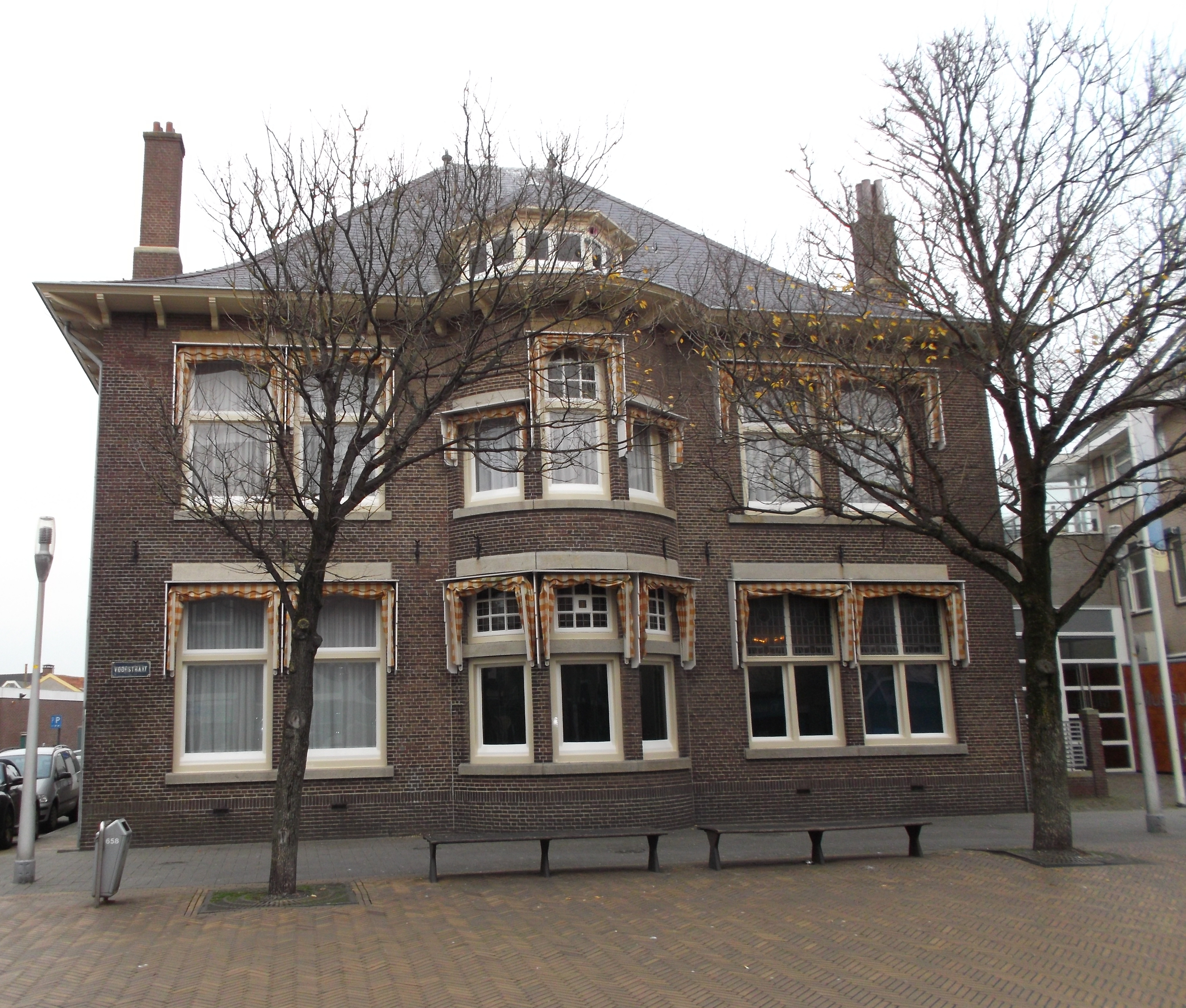
Міський музей
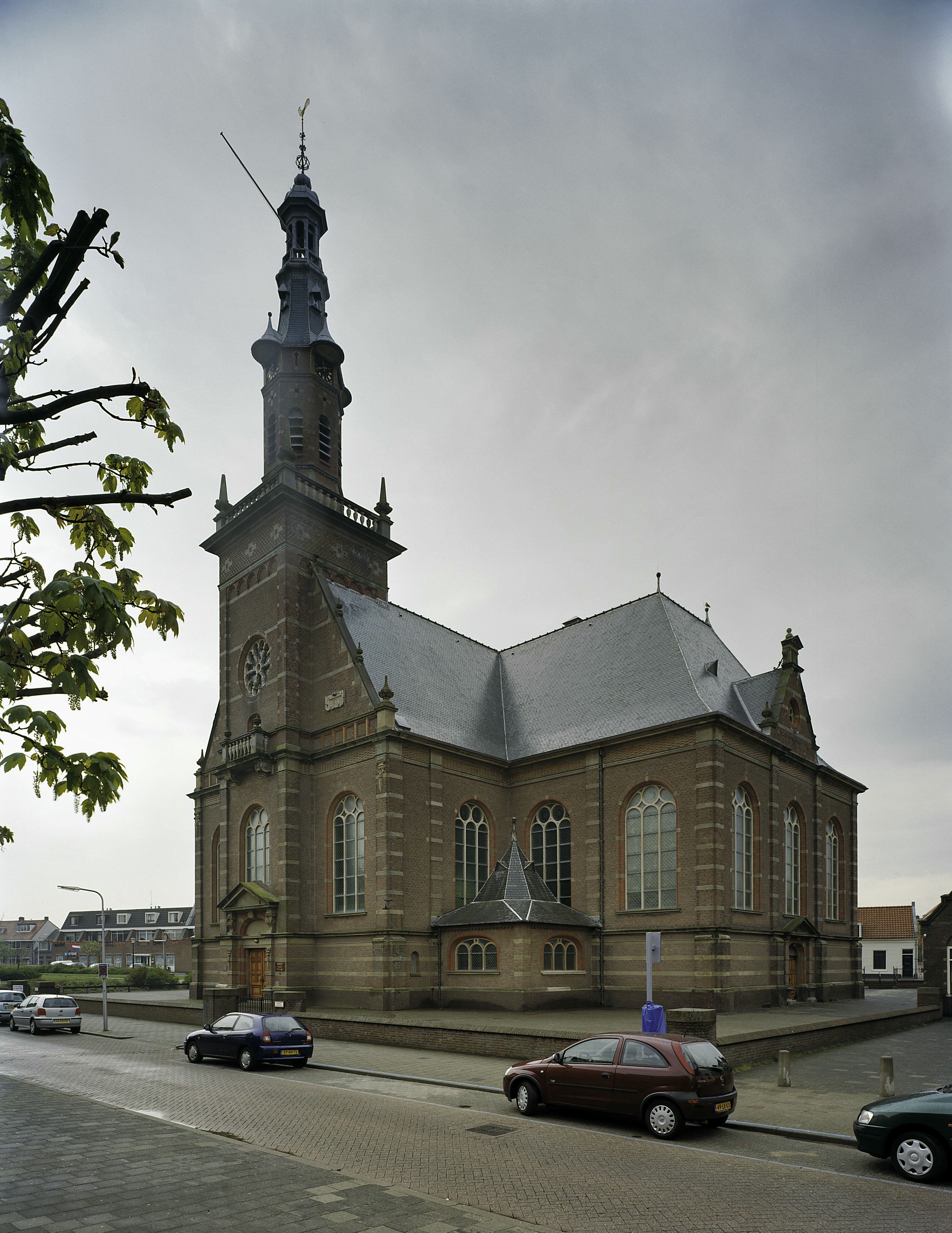
Нова міська церква